# Antipater Idumejac
Antipater (grč. Ἀντίπατρος), savjetnik velikog svećenika i judejskog etnarha Hirkana II., upravitelj Idumeje a od 47. pr. Kr. nadglednik (grč. ἐπίτροπος) Judeje.
Pripadao je uglednoj idumejskoj obitelji arapskih korijena, pa podrijetlom nije bio Židov. Obitelj je krajem 2. st. pr. Kr. prešla na židovstvo, u vrijeme vlasti Ivana Hirkana I. Sa ženom Ciprus (grč. Κύπρος), Nabatejkom, imao je četvoricu sinova: Fazaela, Heroda (Velikog), Josipa i Ferorasa, te kći Salomu.
Antipater je bio uvjeren da se, nakon Pompejeva osvajanja Judeje (63. pr. Kr.), ništa ne može postići bez rimske naklonosti. To je i olakšalo dolazak na vlast njega i njegovih sinova. Za vladavine Hirkana II., on je bio taj koji je doista vladao Judejom, a glavni mu je takmac bio Aristobul II.
Otrovan je 43. pr. Kr.
Vidi: Popis židovskih vladara